# 982 TCN
982 TCN là một năm trong lịch La Mã.